# Anton Hubert Fischer
Anton Hubert Fischer (Jülich, 30 maggio 1840 – Bad Neuenahr-Ahrweiler, 30 luglio 1912) è stato un cardinale e arcivescovo cattolico tedesco.

## Biografia
Nacque a Jülich il 30 maggio 1840 dal maestro elementare Wilhelm Josef Fischer e di Anna Margarethe Horrig.
Papa Leone XIII lo elevò al rango di cardinale nel concistoro del 22 giugno 1903.
Nel 1909 fu il destinatario dell'epistola  di quella Coloniensi e nel 1910 di quella Quem ex perspecta di papa Pio X.
Morì il 30 luglio 1912 all'età di 72 anni.

## Genealogia episcopale e successione apostolica
La genealogia episcopale è:
- Cardinale Scipione Rebiba
- Cardinale Giulio Antonio Santori
- Cardinale Girolamo Bernerio, O.P.
- Arcivescovo Galeazzo Sanvitale
- Cardinale Ludovico Ludovisi
- Cardinale Luigi Caetani
- Cardinale Ulderico Carpegna
- Cardinale Paluzzo Paluzzi Altieri degli Albertoni
- Papa Benedetto XIII
- Papa Benedetto XIV
- Papa Clemente XIII
- Cardinale Giovanni Carlo Boschi
- Cardinale Bartolomeo Pacca
- Cardinale Francesco Serra Cassano
- Arcivescovo Joseph Maria Johann Nepomuk von Fraunberg
- Cardinale Johannes von Geissel
- Vescovo Eduard Jakob Wedekin
- Cardinale Paul Ludolf Melchers, S.I.
- Cardinale Philipp Krementz
- Cardinale Anton Hubert Fischer

La successione apostolica è:
- Vescovo Emile-Auguste Allgeyer, C.S.Sp. (1897)
- Vescovo Joseph Müller (1903)
- Vescovo François-Xavier Vogt, C.S.Sp. (1906)
- Cardinale Karl Joseph Schulte (1910)
- Cardinale Felix von Hartmann (1911)